# 극한환경
극한환경(極限 環境, Extreme environment)은 대부분의 생명체에게 생존에 있어서 도전적이며 극단적인 조건의 환경을 말한다.

## 특성
온도, 방사선, 압력, 산성, 알칼리, 공기, 물, 소금, 설탕, 이산화탄소, 유황, 석유, 인간이 많거나 적게 사는 곳 등의 특성으로 구분된다. 이에 따른 예로는 지리적 극지, 매우 건조한 사막, 화산, 심해, 열수 분출공, 대기권, 에베레스트 산, 사해, 우주와 다른 행성 등이 있다.

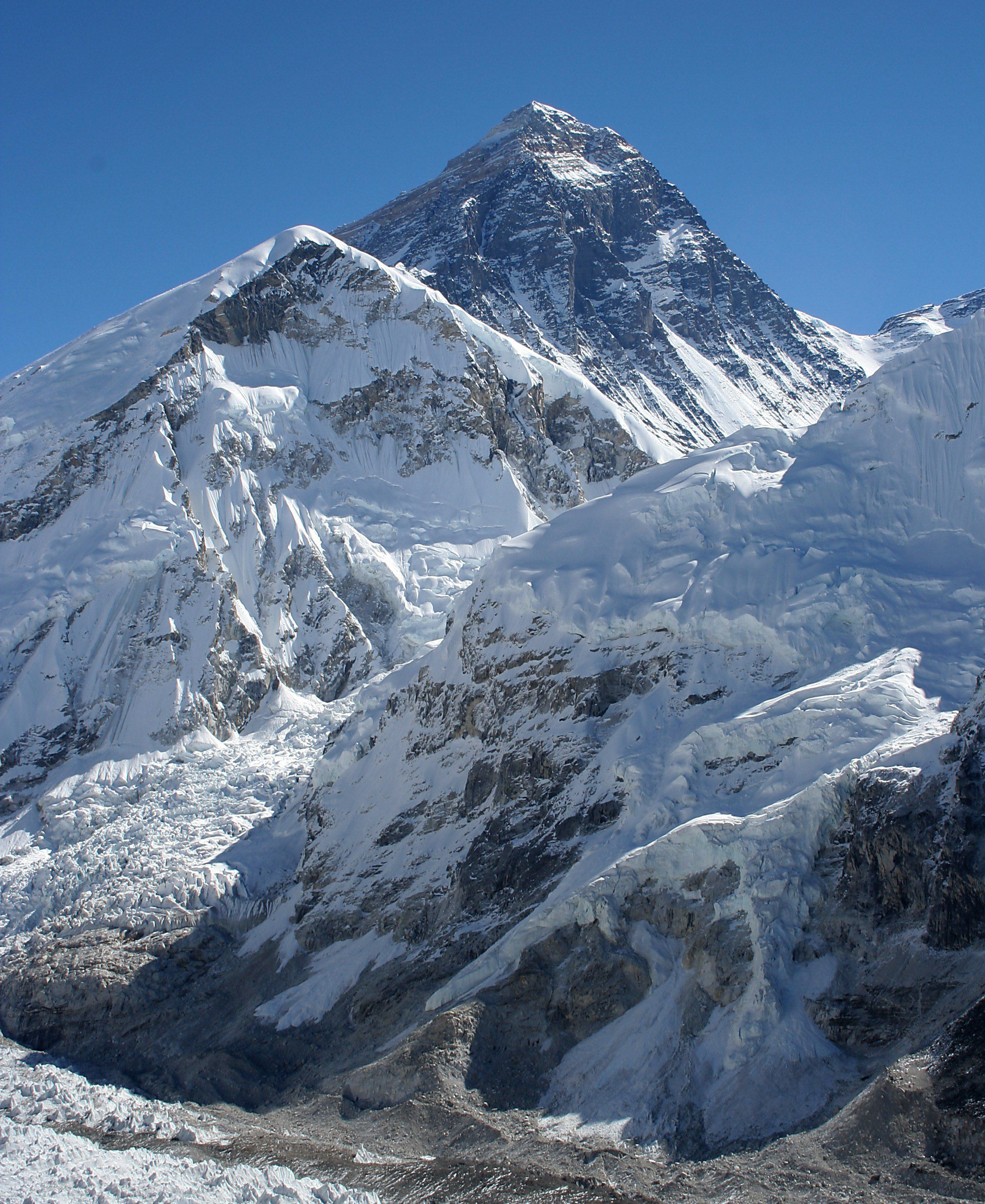
에베레스트 산
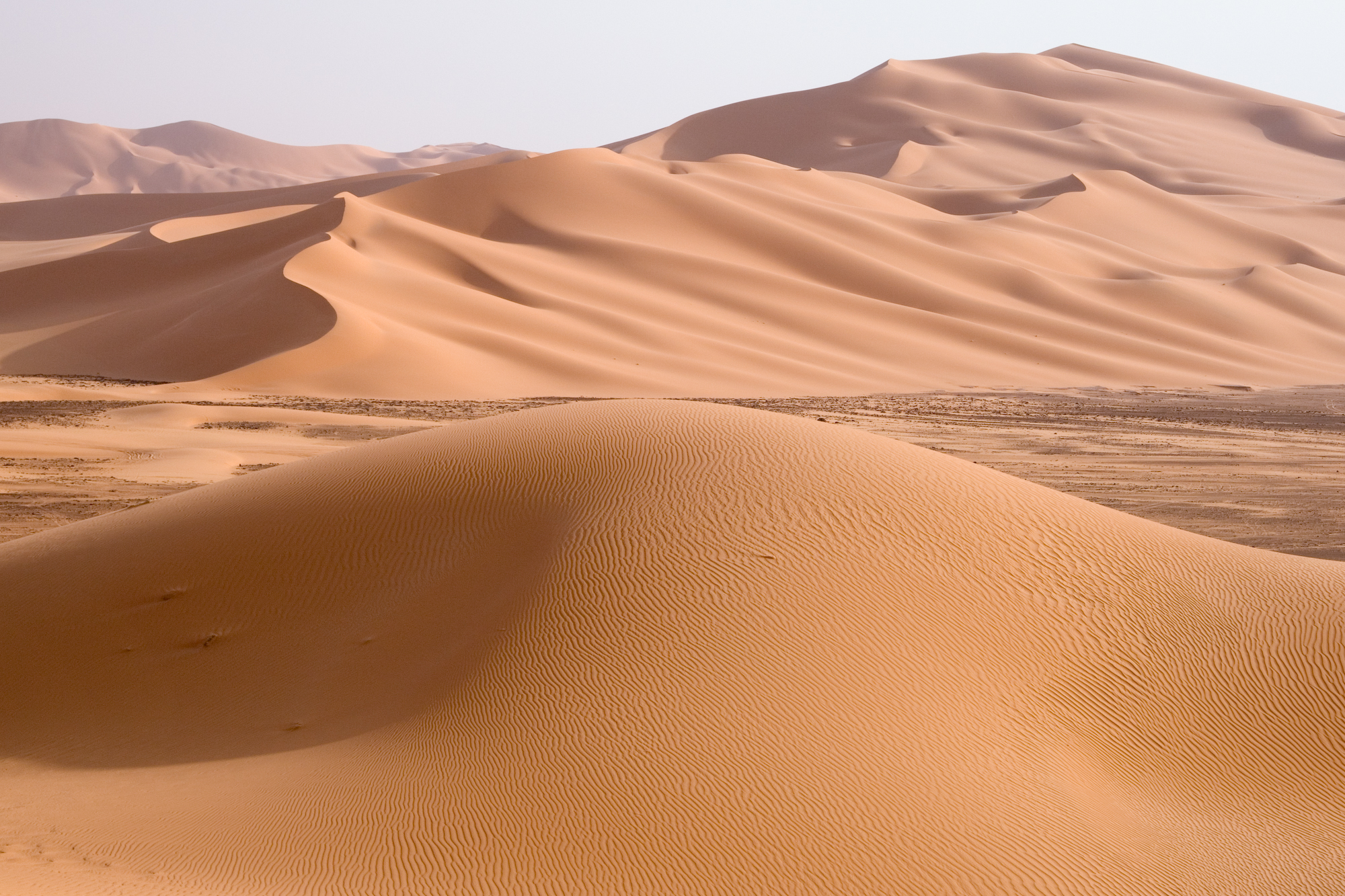
사막
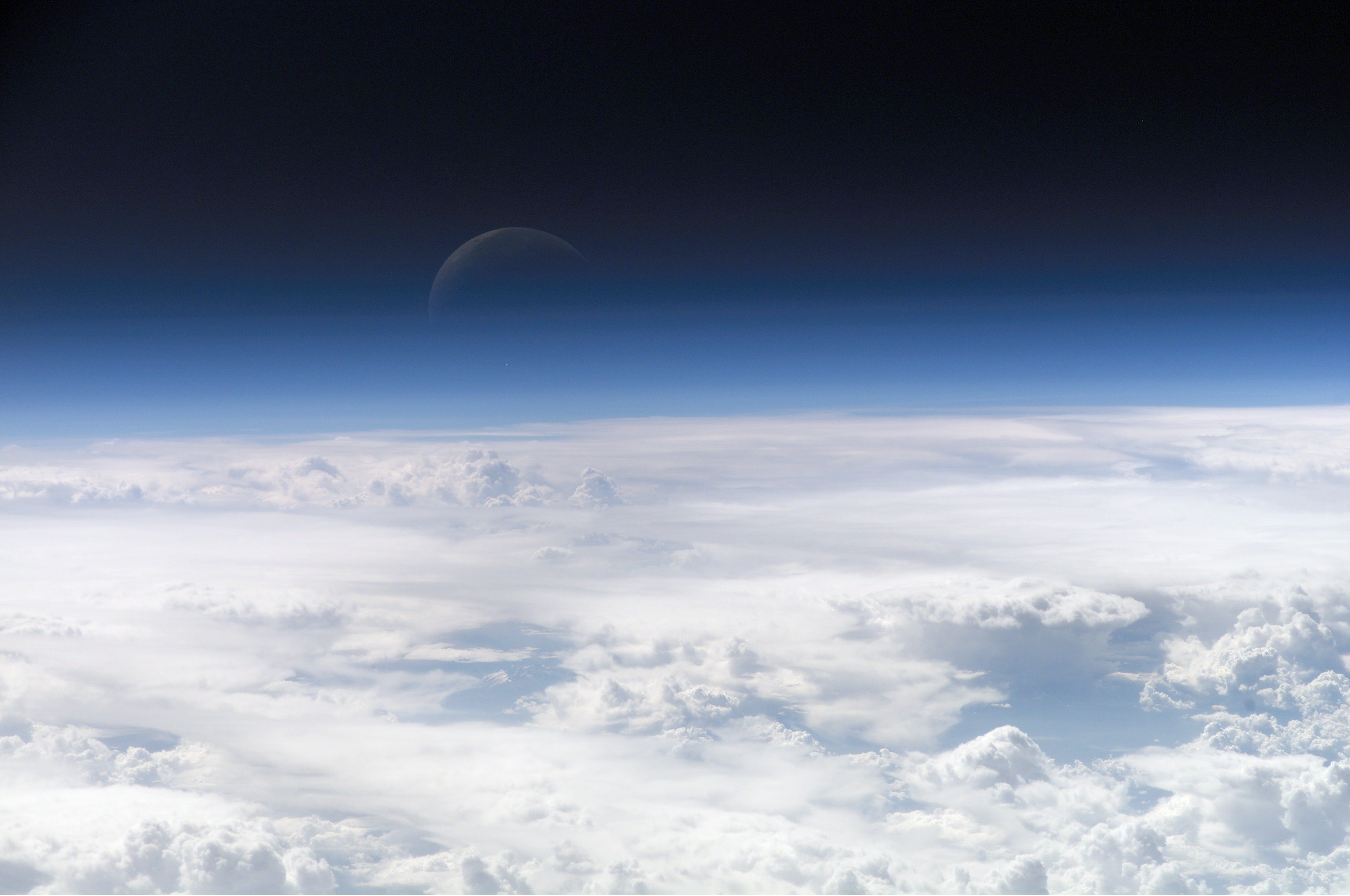
대기권과 우주
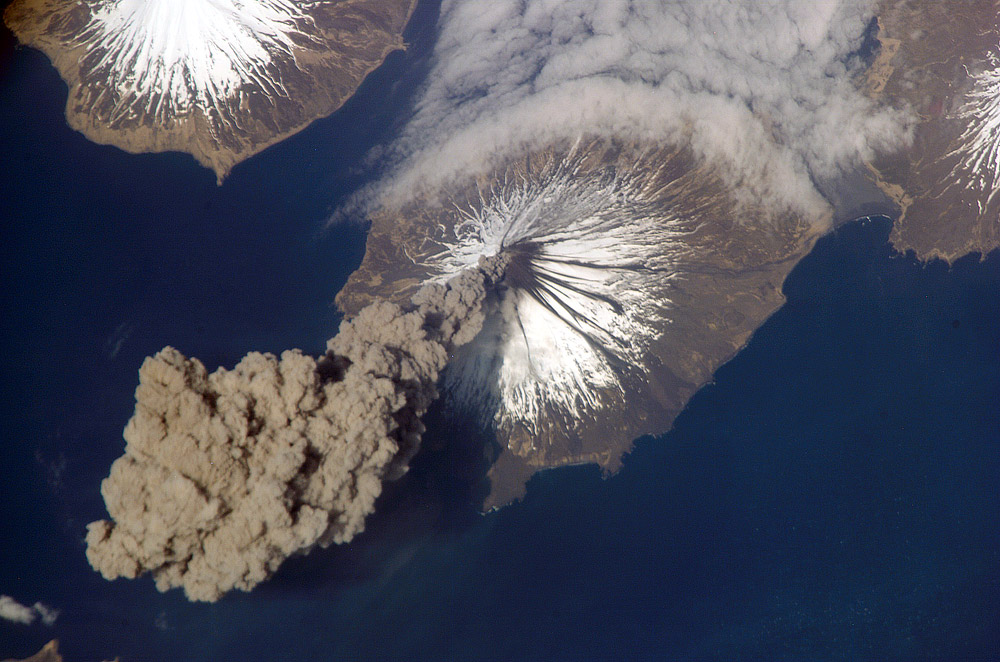
화산
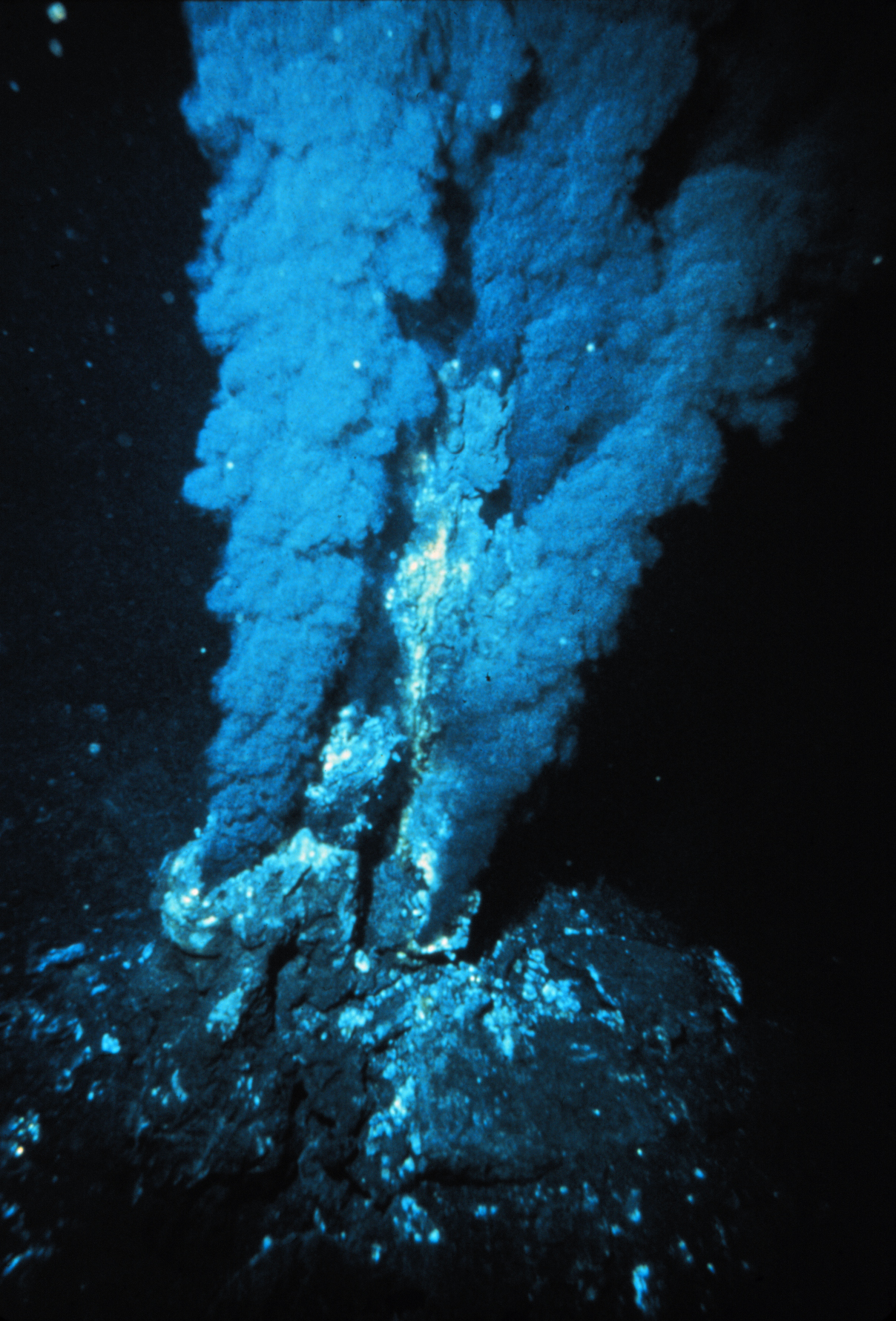
열수 분출공
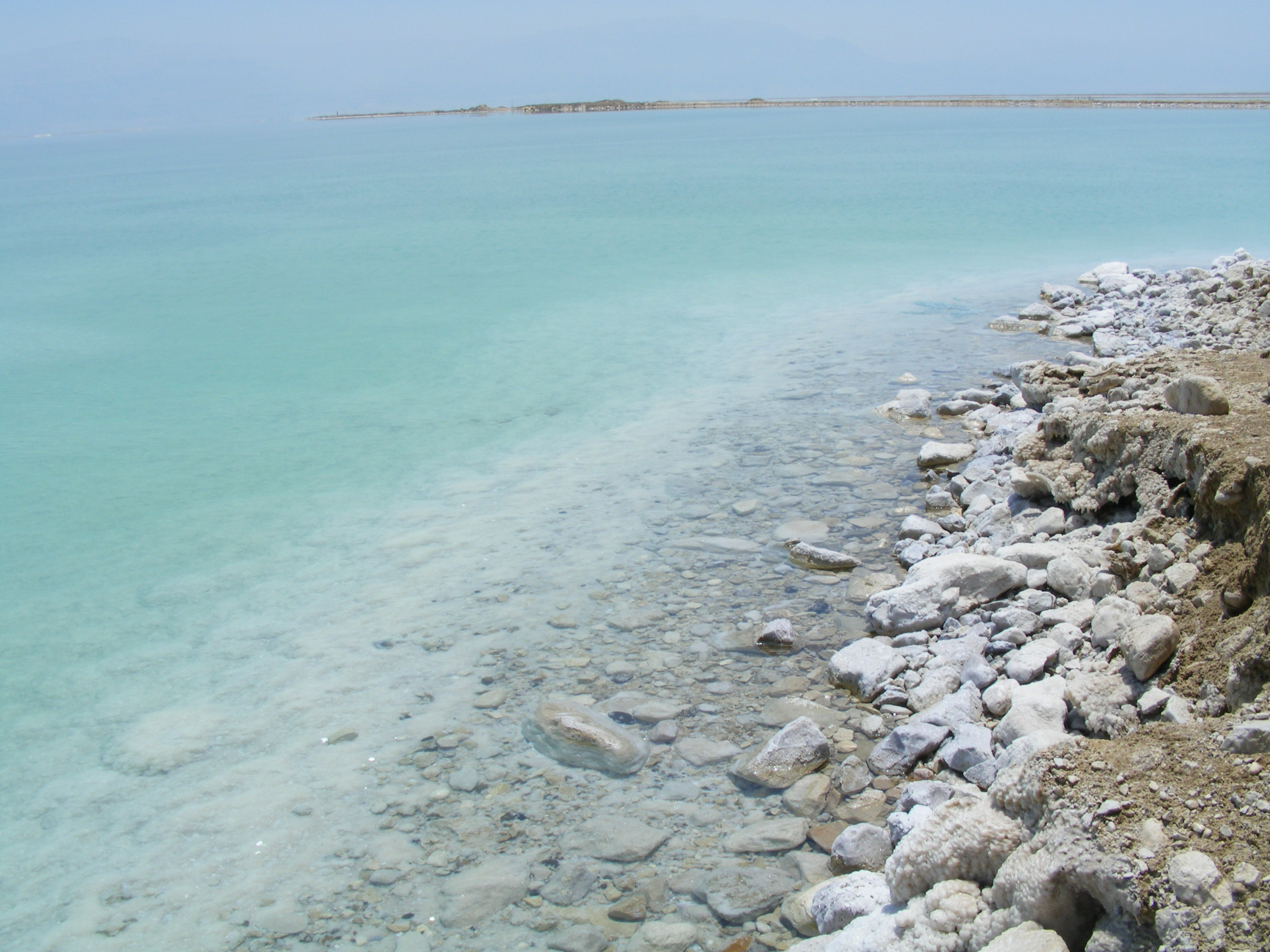
높은 염도의 사해

## 서식 생물

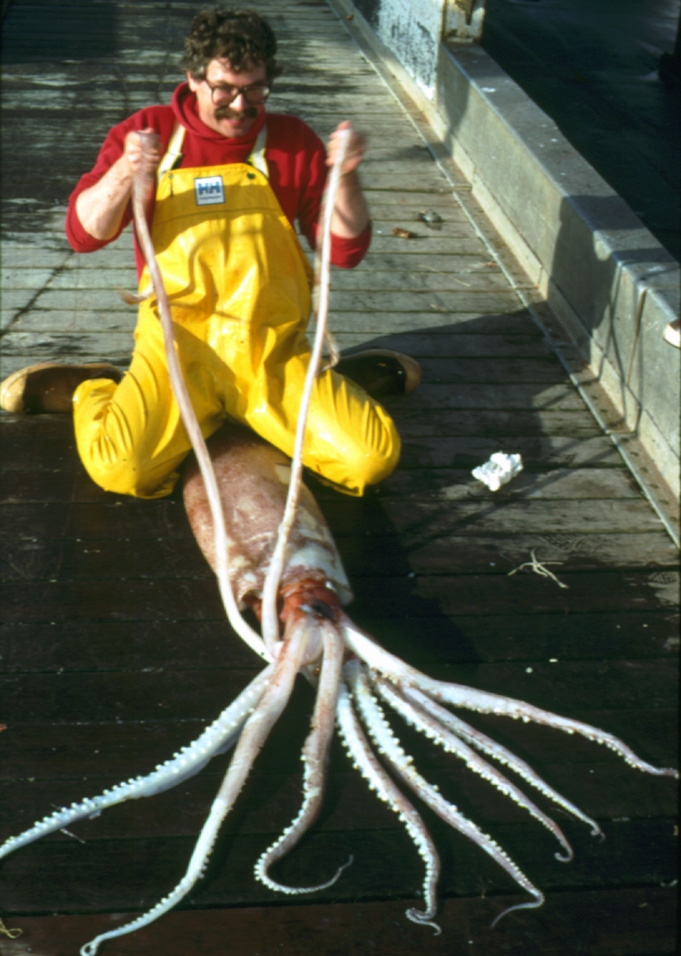
잡혀진 심해 거대 오징어

극한 환경은 생물의 생장 가능 범위 외의 지역이나 이러한 지역에서도 생물이 발견되고있다. 대표적으로는 심해의 생물들이 있다. 심해는 2km 이상의 깊숙한 바다로 높은 압력 때문에 극한 환경으로 불린다. 이 곳은 식물이 존재하지 않고 동물만 존재하는데 이들의 특성은 빛을 내는 발광과 대형화로 구분된다. 발광은 어두운 환경에서 서로를 알아보기 위한 것이고, 대형화는 높은 압력을 견디기 위해 대사 활동을 높이고, 저온과 적은 먹이로 성장이 느리기에 대신 수명을 키우기 위한 것으로 추측하고있다. 더불어 심해의 지각 활동으로 생성된 열수구에도 미생물과 새우가 살고있는 것으로 나타났다. 이 곳은 높은 압력과 용출수로 인해 최고 온도가 350°C나 되는 지역이다. 현재까지 발견된 최고온 서식 미생물은 121도에서 증식하는 '스트레인 121'이다. 또 냉장고 내 온도인 섭씨 5도에서 자라는 미생물, 양잿물보다 독한 폐수에서 서식하는 미생물, 화성과 비슷한 환경인 희박한 산소와 유기물 없이 성장하는 용암동굴의 미생물도 발견되었다.

## 같이 보기
- 적응
- 생태학
- 생리생태학
- 극한환경 미생물
- 서식지
- 자연 환경
- 종 (생물학)